# Comcast

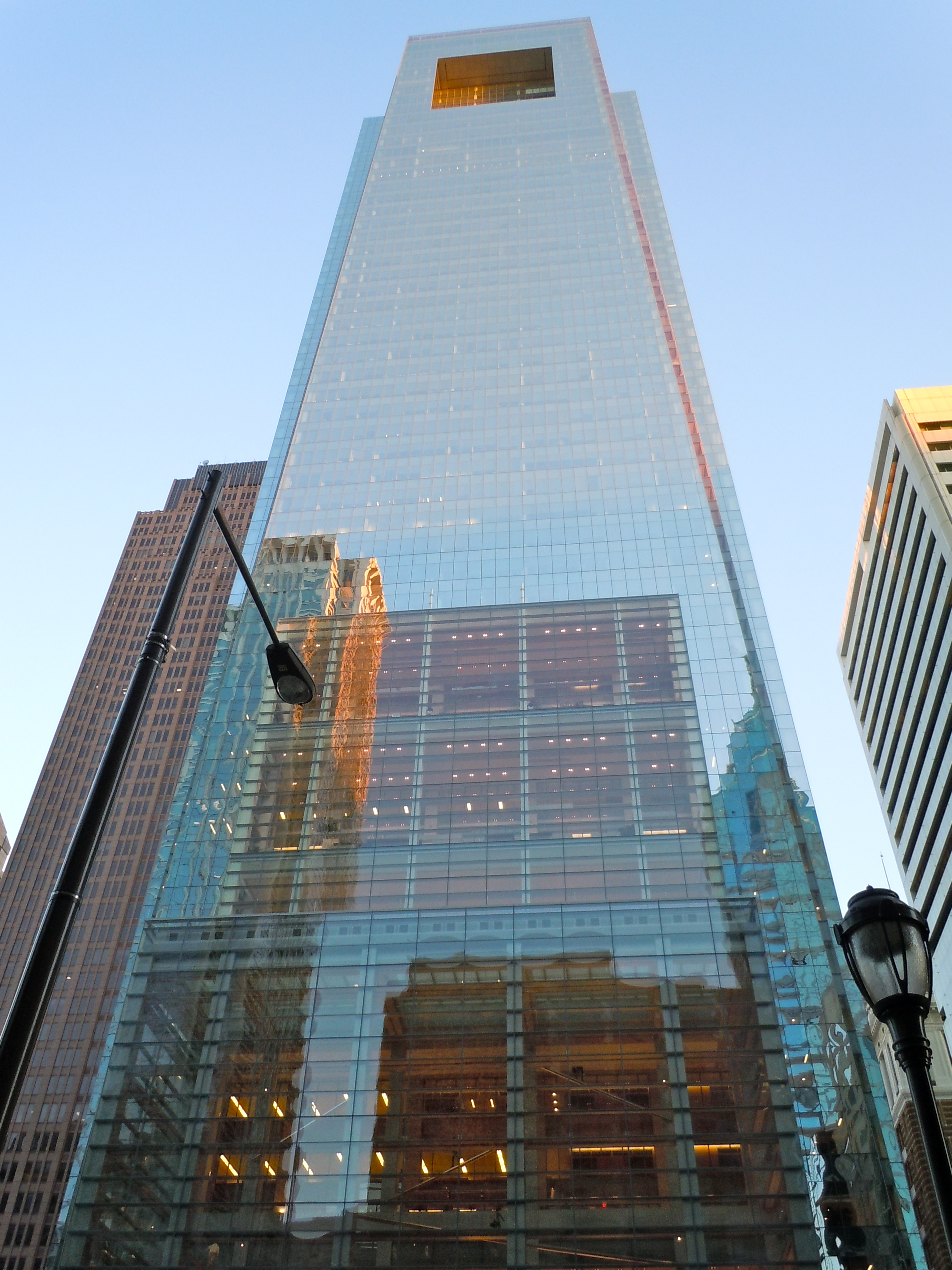
Comcast Center w Filadelfii

Comcast Corporation – amerykańska i pierwsza największa na świecie korporacja mediowa powstała w 1963 roku jako American Cable Systems.

## Działalność
Obecnie przedsiębiorstwo jest największym operatorem kablowym, jak też największym dostawcą usług internetowych w USA, w przychodach wyprzedzając dwukrotnie takich rywali jak Time Warner Cable czy Cox Communications (odpowiednio druga i trzecia pod względem liczby abonentów telewizji kablowej USA). Dostarcza telewizję kablową, szerokopasmowy Internet oraz wiele usług telefonicznych zarówno mieszkalnych, jak i handlowych w 39 stanach USA oraz w Dystrykcie Kolumbii. Comcast ma również znaczny udział w sieci telewizyjnej i radiowej (posiada m.in. E! Entertainment Television, The Style Network, G4, Versus, Golf Channel) i sieci dystrybucji (posiadając ThePlatform).

## Historia
Firmę założyli Ralph J. Roberts, Julian A. Brodsky i Daniel Aaron, na bazie kupionego za 500.000 dolarów operatora kablowego z Tupelo w stanie Missisipi. American Cable Systems zaczynał z pięcioma kanałami TV i bazą 1200 abonentów. W 1965 roku ACS kupił firmę marketingową Storecast Corporation of America, zajmującą się promocją produktów w supermarketach. W 1968 roku doszło do przejęcia Muzak Company, działającej w branży muzycznej.
5 marca 1969 roku American Cable Systems zmienił nazwę na Comcast Corporation. Stosując agresywną promocję, politykę rabatową, umowy partnerskie i przejmowanie mniejszych operatorów kablowych do 1971 roku Comcast poszerzył bazę odbiorców do 50.000. W roku 1977 Comcast uruchomił kanał filmowy HBO, a w 1986 roku liczba abonentów przekroczyła po raz pierwszy milion.

## Fuzje
Comcast od kilkunastu lat próbował przejąć inne przedsiębiorstwa. W 2001 roku szefowie zaczęli rozmawiać z AT&T o ewentualnej fuzji, jednak korporacja ta nie przyjęła tej propozycji. Z kolei 11 lutego 2004 Comcast zaskoczył rynek mediowy świata, ogłaszając złożenie oferty zakupu The Walt Disney Company za 66 mld dolarów. Dzięki tej fuzji Comcast mógłby stać się największym koncernem mediowym na świecie, jednak ówczesny CEO Disneya, Robert Iger, odrzucił tę propozycję.

### Fuzja z NBC Universal
Comcast w grudniu 2009 oficjalnie ogłosił start procedury zakupu od General Electric 51% udziałów giganta mediowego – NBCUniversal. W wyniku zawartej umowy pomiędzy korporacjami miało dojść do fuzji Comcastu i NBC Universal. W lutym 2011 roku Federalna Komisja Łączności i departament sprawiedliwości USA wydały zgodę na fuzję. Oficjalne nabycie NBC Universal odbyło się 28 stycznia 2011 roku. Jego koszt oszacowano na około 14 mld dolarów USD.